# 丹杰林寺
丹杰林寺，藏语称“丹杰林”（藏語：བསྟན་རྒྱས་གླིང་，威利转写：bstan rgyas gling，THL：Tengyeling），又译“丹吉林”，赐名“广法寺”，位于西藏自治区拉萨市城关区八廓街道丹杰林社区，是一座藏传佛教寺院，也是拉萨四大林之一。

## 丹杰林寺

### 历史
丹杰林寺位于拉萨市城关区八廓街道丹杰林社区内的丹杰林巷。丹杰林社区以及该寺周边的丹杰林路、丹杰林巷的名字便来源于该寺寺名。从丹杰林路进入丹杰林巷之后，拐进右侧第一个路口，走到巷尾左侧便是丹杰林寺，巷的尽头则是光明港琼甜茶馆。
藏语“丹杰”意为“佛兴”，此寺建立后，人们将该寺所在地方也称为“丹杰林”。在此之前，该地方称为“卿古囊”，“卿古”意为蒙古包，“囊”意为“内”或“里”，“卿古囊”意为“蒙古包内”。最初该地方是一块青草地，后来大批蒙古兵搭蒙古包驻扎于此地，故而得名。至今，丹杰林社区内的一条胡同就叫钦古巷（即“卿古囊”）。
该寺是由第六世德木活佛（旧译“第穆活佛”）阿旺降贝德勒嘉措于1762年动工兴建。该年是第六世德木活佛任西藏摄政的第5年。该寺原址是噶厦的公房，名为“喇嘛康萨”。该寺建成后，第六世德木活佛为其取名为“甘丹桑阿噶菜”，清朝乾隆帝赐匾额“广法寺”（藏语简称“丹杰林”），故从此该寺通称“丹杰林寺”。
历世德木活佛的主寺是位于工布地方的德木寺。丹杰林寺则是德木活佛在拉萨的驻锡地。该寺是四大林中建立最早、占地面积最大的一座。旧时，在丹杰林地区，除少数贵族占有的房产之外，均为丹吉林寺所有，包括规模较大的庙房、德木拉章、僧房、犏牛圈、马圈等等。
历史上，丹杰林寺同时是桑耶寺和哲蚌寺的属寺，并且和萨迦寺有密切关系。当年该寺建筑规模庞大，还曾供奉与哲蚌寺密院大威德像同样大小的本尊像。
第七世和第八世德木活佛同样担任过摄政职务，丹杰林扎仓和拉章也由此而空前繁荣。但第八世德木活佛据称预谋暗害十三世达赖，第九世德木活佛的管家降久（降曲占堆）联合川军对战噶厦。丹杰林寺在复杂而尖锐的政治斗争中遭到两次大规模洗劫。西藏民主改革前，该寺已经名存实亡，残存的三层高的“丹吉林角”，也在失势时被瓜分，底层被分给哲蚌寺洛色林“工布康村扎仓”（德木活佛在哲蚌寺的驻锡地），二层及三层被分给桑耶寺经管至今。
在文化大革命期間，丹杰林寺遭到洗劫和破壞。

### 建筑
“赞康”是指供奉“赞”的地方。“赞”或“赞神”是指一种凶猛的神。实际“赞”（或者说大部分“赞”）与人类一样都是在六道轮回中的众生，其中大多本属厉鬼，后被佛教高僧感化或者降伏，从而成为护持佛法的凶猛的世间护法。“赞”并非佛、菩萨等圣众，亦非吉祥天母、玛哈噶拉等出世间护法，故不属佛教徒皈依之对象。佛教徒不会皈依并顶礼世间护法，仅适当进行供养，向其请求世俗愿望。拉萨老城区内，有无数赞康，其中围绕大昭寺有所谓“四大赞康”，分别位于大昭寺东、西、南、北四个方向，分别是：东方的噶玛厦赞康，南方的绕赛赞康，西方丹杰林寺内的孜玛热护法殿，北方的达布林赞康。四座赞康均为三层建筑，由格鲁派重要寺院负责管理，并且都与桑耶寺的护法殿有渊源。
因为第一世德木活佛与孜玛热护法的渊源，所以这位桑耶寺的主要护法也一直是丹杰林寺的主供护法。如今，丹杰林寺殿堂中央供奉着孜玛热护法。早晨，孜玛热护法面前总有香客排成的长队，香客将酒交给孜玛热护法像前的僧人，请僧人当场代为供养。在孜玛热护法前面较远处的一张长条桌子上，也设有供酒器皿，香客可自行洒酒供养。此外，丹杰林寺殿堂内还供奉着蓝色身体的本初佛、莲花生、龙钦巴、晋美林巴、赤松德赞等像。

## 德木拉章
自一世德木活佛开始，几世德木活佛在宗教界树立了威望，获康区和工布地区僧俗拥戴。四世和五世德木活佛时期，清朝朝廷特别厚待德木活佛，五世达赖也对其加以优厚封赏，德木寺的经济成为中部康区、波密、工布地区首屈一指者。五世德木活佛时期建立了“工布德木拉章”（又译“工布第穆拉章”）。六世德木活佛时期，其势力扩大至西藏腹地，在西藏各大呼图克图中成为第一位的摄政，由其主持新建的丹杰林寺成为拉萨四大林中的第一座。因六世德木活佛秉公行政，为人正直，有求必应，故使丹杰林寺被称作“聚宝盆”号。德木活佛及其手下成为拥有政教两方面势力的统治集团。德木拉章便是其行使世俗权力的最高组织。
德木拉章的管理层主要包括：
- 札萨：拉章行使最高职权的管理者。由德木活佛保举中意的两位喇嘛，报请达赖审批其中一人掌管全“林”的行政大权。德木活佛因年幼或因事无法上任时，即由札萨代行职务。只有任摄政的大呼图克图的拉章的大管家才有资格充当札萨。该寺活佛若从大呼图克图名册中除名，拉章札萨也会降为大管家。例如，八世德木活佛发生“第穆事件”以后，德木拉章只有管家（或称“总管家”），不设札萨一职。
- 第羌昂：负责拉章财务的大管家，且在札萨属下主持行政会议等事项。第羌昂由本寺或德木活佛的寺籍哲蚌寺洛色林扎仓派喇嘛充任，一般由4人组成。这些僧人中最贤能者，便是日后札萨或大管家的继任人。
- 下堆巴：拉章中的最低职位，负责督促功德林寺的各庄园收麦与保麦等事。该职务由该寺属下的百姓或还俗僧人担任。[1]

六世德木活佛之前，德木拉章所属农牧庄园多在康区及工布地区。五世达赖在原封的寺庙及庄园之上，为德木活佛新封了康区“洛隆宗所属之巴堆巴与雪阿、康域德蚌；洗孜所属之色玛、上下星宿庄、山寺、札夏、尼龙、波夏、三庄、南工温、萨瓦寺废墟、固色等地的360户，获利600余户等。”这使六世德木活佛时期德木拉章的势力扩展到卫藏地区。后来，“1913年十三世达赖没收丹吉林活佛土地就有5万克……”

## 丹杰林扎仓
扎仓是相对拉章而言的僧众组织，主要负责寺内各种佛事活动。扎仓内设洛本一人、格贵一人、翁则二人、强佐一人。上述人员由拉章报请德木活佛批准，在拉章的直接监督及指导下管理全“林”的教规。洛本、翁则在“林”内学识最佳的喇嘛中任选，其余格贵等人员则均按照年序晋升。